# 35 Dywizjon Rakietowy Obrony Powietrznej

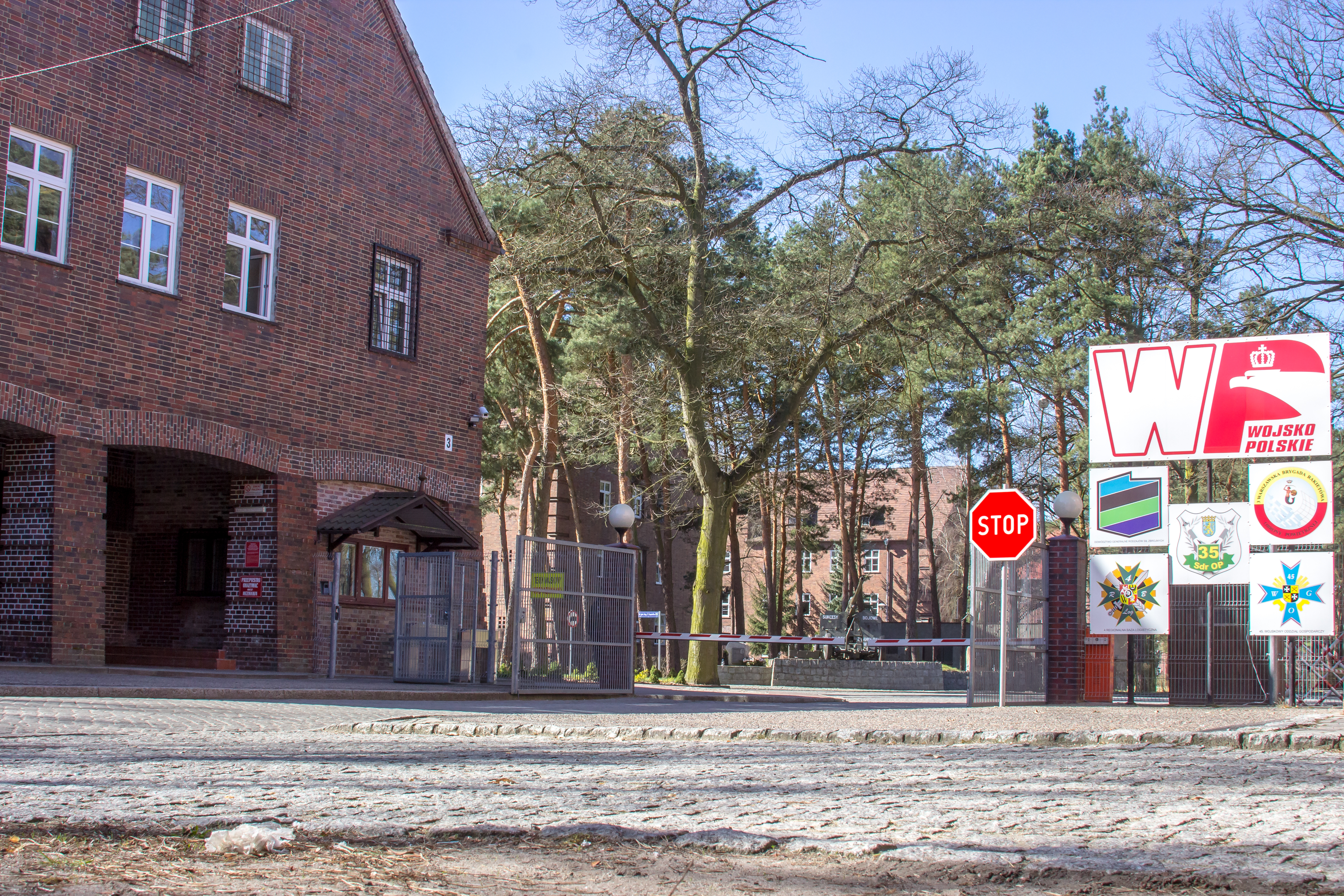
Brama główna koszar w Skwierzynie (2017)

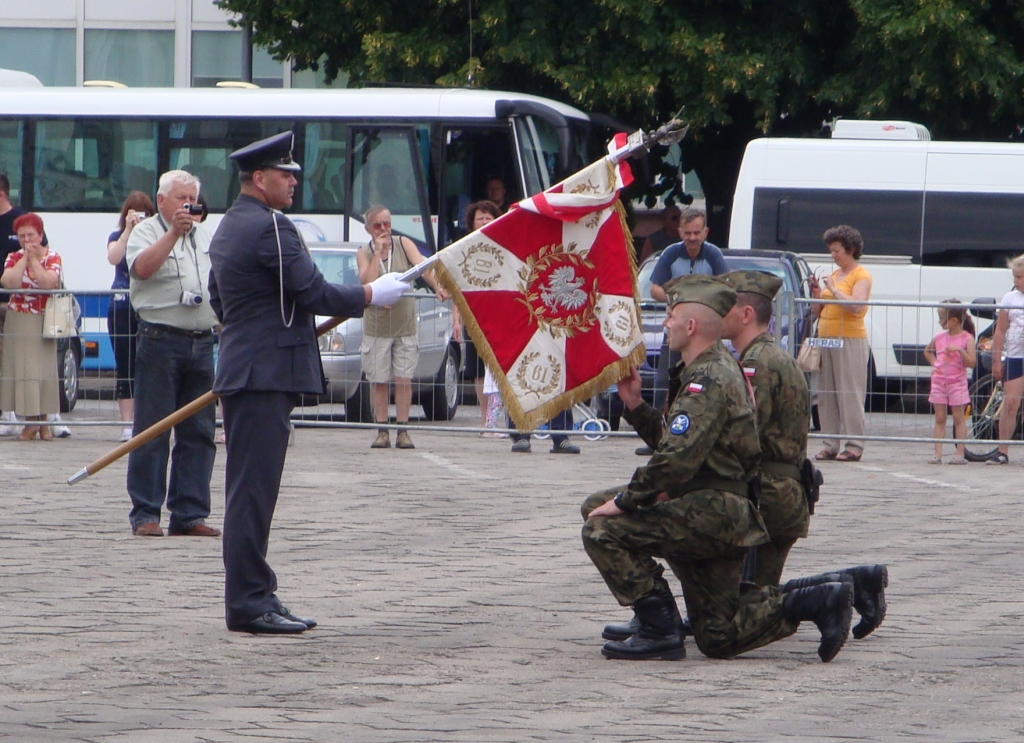
Przekazanie sztandaru pocztowi sztandarowemu (2011)

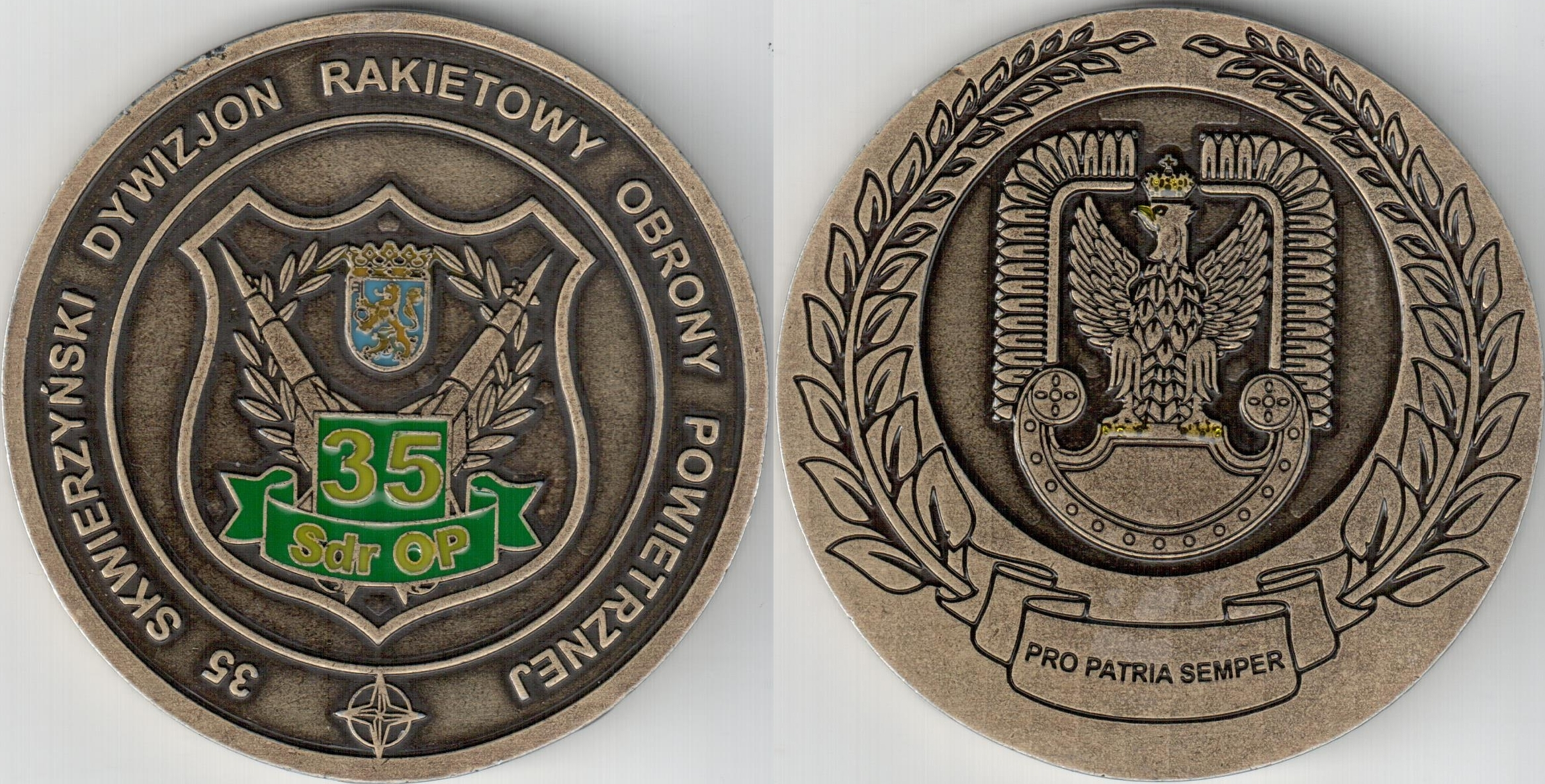
Challenge coin

35 Skwierzyński dywizjon rakietowy Obrony Powietrznej – oddział Wojsk Obrony Przeciwlotniczej Sił Powietrznych stacjonujący w Skwierzynie, podporządkowany 3 Warszawskiej Brygadzie Rakietowej Obrony Powietrznej.

## Historia i powstanie
Zgodnie z postanowieniami ujętymi w "Planie zamierzeń organizacyjnych i dyslokacyjnych Sił Zbrojnych Rzeczypospolitej Polskiej na 2010 r., oraz głównych kierunkach zmian organizacyjnych na 2011 r." i rozkazem Dowódcy SP nr PF 211 z dnia 8 września 2010 jednostki dyslokowane w garnizonie Libiąż (17. dr OP), w garnizonie Oświęcim (72. i 73. dr OP) oraz 61 Skwierzyński pułk rakietowy Obrony Powietrznej zostaną rozformowane. Na bazie części środków etatowych rozformowanych jednostek sformowany zostanie 35. dywizjon rakietowy Obrony Powietrznej dyslokowany w Skwierzynie.
30 czerwca 2011 roku 61. pułk rakietowy OP został rozformowany. Na skwierzyńskim rynku odbyło się uroczyste zakończenie działalności pułku połączone z przekazaniem sztandaru, wyróżniającej nazwy i dziedziczonych tradycji nowo powstałemu 35 Skwierzyńskiemu dywizjonowi rakietowemu Obrony Powietrznej.
W 2015 roku, z okazji święta dywizjonu wydano pamiątkowy medal poświęcony skwierzyńskim przeciwlotnikom.

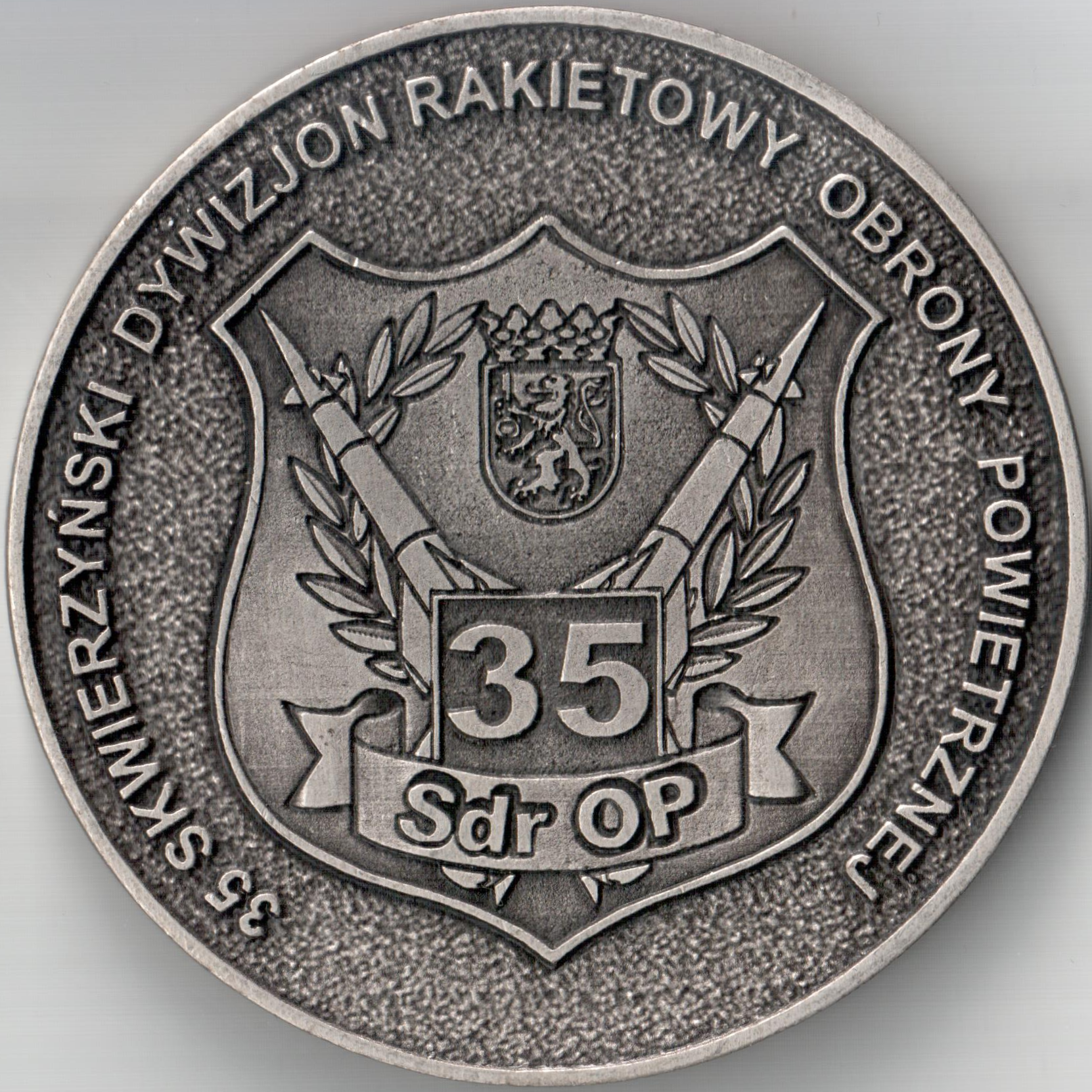
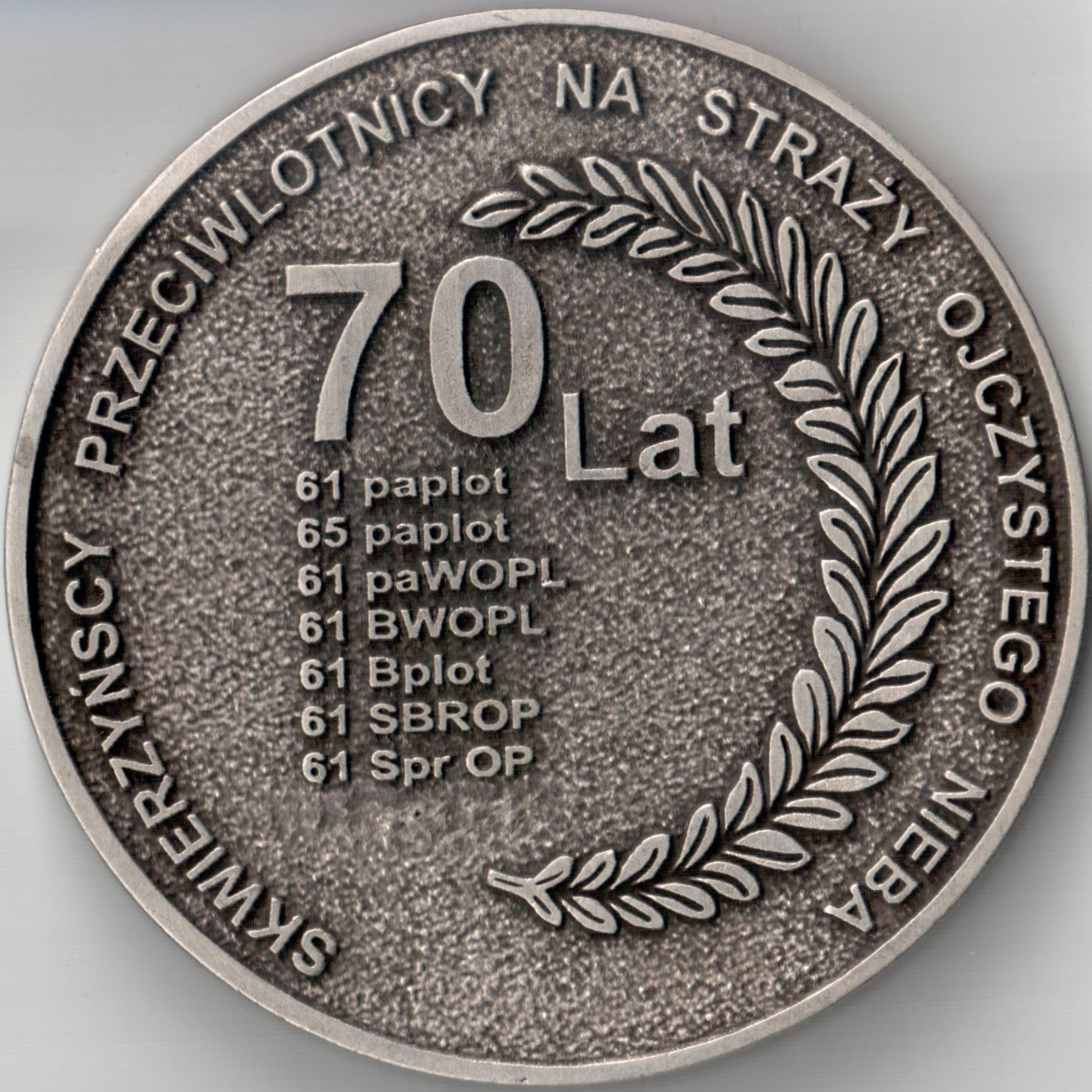

Podczas uroczystych obchodów 5. rocznicy sformowania 35 Skwierzyńskiego dywizjonu rakietowego Obrony Powietrznej, trzem wewnętrznym drogom na terenie skwierzyńskich koszar nadano rangę ulic imienia trzech nieżyjących dowódców 61 Brygady: gen. bryg. Stanisława Czepielika, płk. Andrzeja Szerszyńskiego i płk. Zdzisława Kostrzewy.
24 października 2018 podczas obchodów święta dywizjonu, rozkazem dowódcy garnizonu Skwierzyna jednej z wewnętrznych dróg na terenie kompleksu koszarowego nadano rangę ulicy imienia mjr. Witolda Kowalczyka – żołnierza 61 Brygady, który pełniąc służbę w misji stabilizacyjnej ONZ w byłej Jugosławii, 23 czerwca 1994 zginął podczas wykonywania patrolu saperskiego.

## Tradycje dywizjonu
30 czerwca 2011 dywizjon przejął sztandar 61 Skwierzyńskiej Brygady Rakietowej Obrony Powietrznej oraz przyjął nazwę wyróżniającą "Skwierzyński" i dziedzictwo tradycji:
- 61 pułku artylerii przeciwlotniczej (1944-1945),
- 65 pułku artylerii przeciwlotniczej (1955-1967),
- 61 pułku artylerii Wojsk Obrony Przeciwlotniczej (1967-1976),
- 61 Brygady Wojsk Obrony Przeciwlotniczej (1976-1995),
- 61 Brygady Przeciwlotniczej (1995-2001),
- 61 Skwierzyńskiej Brygady Rakietowej Obrony Powietrznej (2001-2008),
- 61 Skwierzyńskiego pułku rakietowego Obrony Powietrznej (2009-2011).

Równocześnie dzień 25 października ustanowiony został dorocznym Świętem 35 Skwierzyńskiego dywizjonu rakietowego Obrony Powietrznej.
Decyzją Ministra Obrony Narodowej nr 295/MON z 28 września 2012 wprowadzono odznakę pamiątkową i oznakę rozpoznawczą dywizjonu.
10 września 2021 roku na Rynku w Skwierzynie odbyła się uroczystość nadania sztandaru 35. dywizjonowi ufundowanego przez społeczeństwo Skwierzyny. Rodzicami chrzestnymi zostali: p. Irena Małecka, emerytowania pielęgniarka, wieloletnia pracownica 61. Brygady, 61. pułku i 35. dywizjonu oraz gen. bryg. Stefan Mordacz, były dowódca brygady.

## Struktura 35 Sdr OP
- dowództwo
- sztab
- bateria dowodzenia
- bateria zabezpieczenia
- bateria techniczna
- 1 zespół ogniowy
- 2 zespół ogniowy
- 3 zespół ogniowy[8]

## Wyposażenie
35 dr OP używa zestawy krótkiego zasięgu S-125 Newa SC i armaty przeciwlotnicze ZU-23-2. W 2022 roku do jednostki dostarczono przeciwlotniczy zestaw rakietowo-artyleryjski bardzo krótkiego zasięgu PSR-A Pilica.

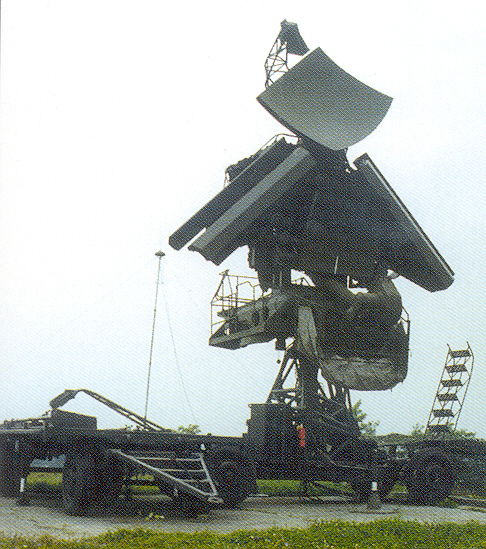
Radar zestawu S-125 Newa
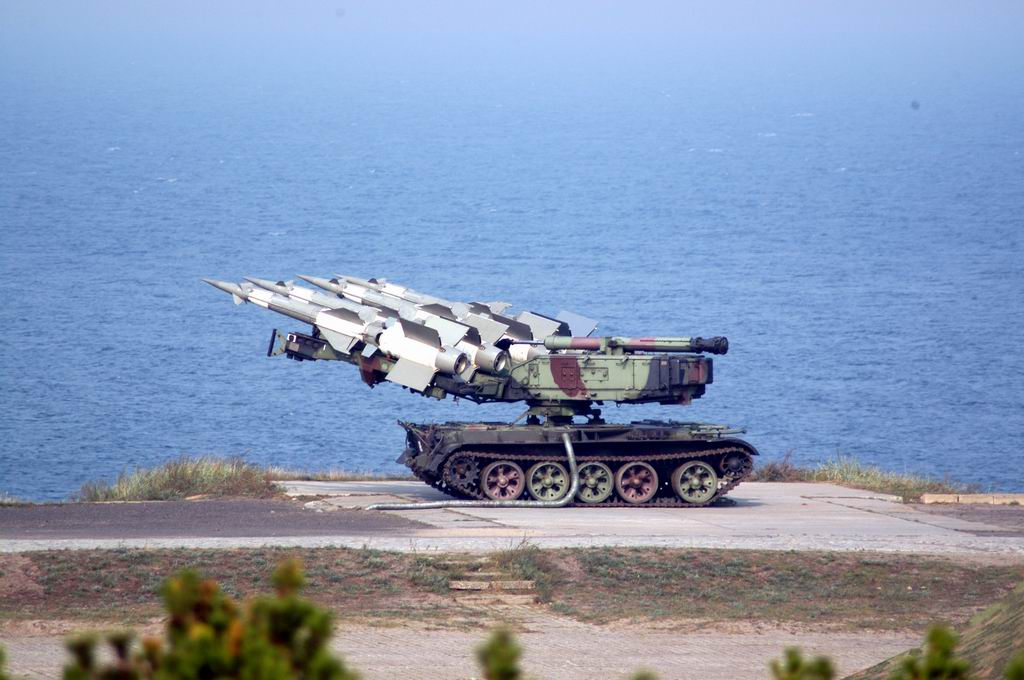
S-125 Newa SC
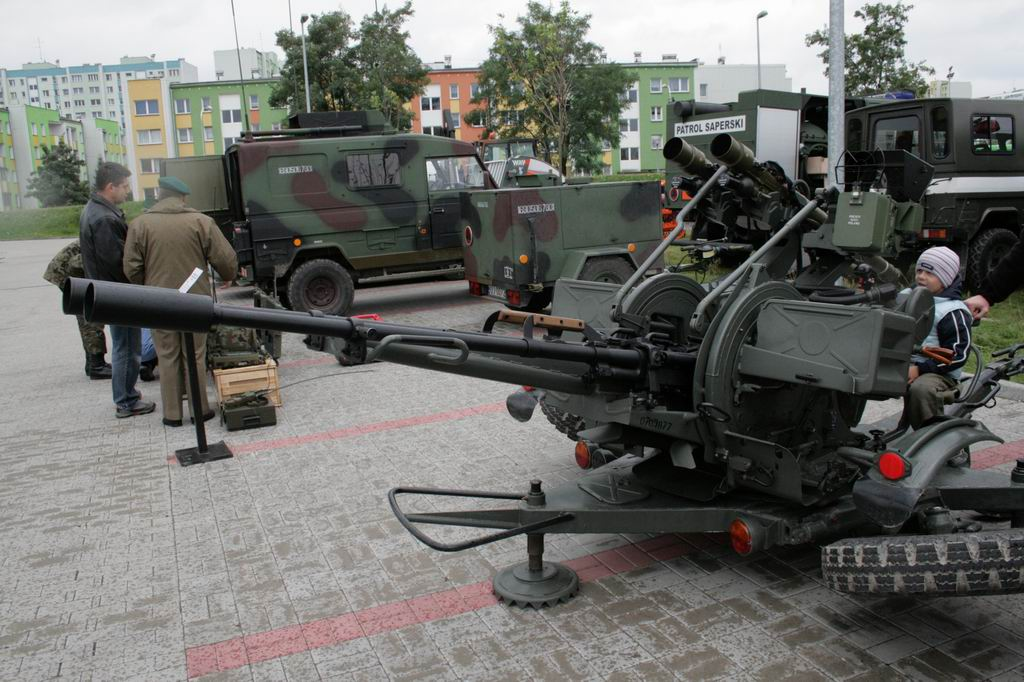
ZU-23-2
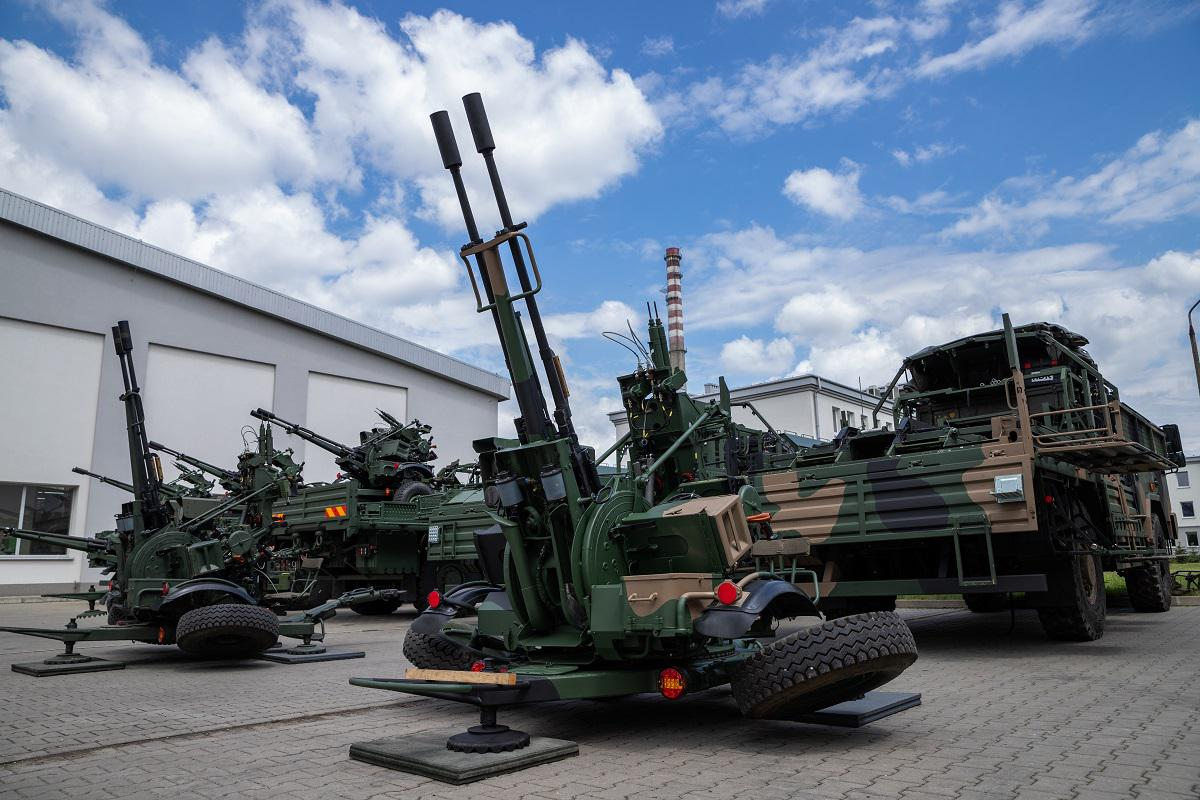
PSR-A Pilica

## Dowódcy dywizjonu
- ppłk Dariusz Stróżewski[1] – 30 czerwca 2011 – 7 kwietnia 2017[11]
- mjr Robert Pulikowski (p.o.) – 7 kwietnia 2017 – 7 czerwca 2018
- ppłk Tomasz Korytowski – 7 czerwca 2018 – 25 czerwca 2019[12]
- mjr Marcin Sówka (cz.p.o.) – 25 czerwca 2019 – 12 sierpnia 2019
- ppłk Janusz Romanik – 12 sierpnia 2019 – 30 czerwca 2022
- ppłk Jarosław Wojda – 30 czerwca 2022 – obecnie[8]